# مرغ کریچ‌ساز شاهوار
مرغ کریچ‌ساز شاهوار (نام علمی: Sericulus chrysocephalus) نام یک گونه از سرده گذرسازها است.